# غلوريا إي. أنزالدوا
غلوريا إيفانجيلينا أنزالدوا (بالإسبانية: Gloria Anzaldúa)‏ (26 سبتمبر 1942 - 15 مايو 2004)، باحثة أمريكية في نظرية شيكانا الثقافية، والنظرية النسوية، ونظرية أحرار الجنس. استندت في كتابها الأكثر شهرة، المناطق الحدودية/ لافرونتيرا: الهجين الجديد، على حياتها، إذ نشأت على حدود المكسيك وتكساس، وأدرجت تجاربها في الحياة، بما يتعلق بالتهميش الاجتماعي والثقافي في عملها. طوّرت نظريات حول الثقافات الهامشية، والمشتركة، والمختلطة، التي تتطور على طول الحدود.

## النشأة والتعليم
ولدت أنزالدوا في وادي ريو غراندي، في جنوب تكساس، في 26 سبتمبر 1942، ووالداها أوربانو أنزالدوا، وأماليا أنزالدوا  نَي غارسيا. كان الجد الأكبر لغلوريا أنزالدوا، أوربانو الأب، والذي كان قاضيًا في منطقة هيدالغو، أول مالك لمزرعة خيسوس ماريا التي ولدت فيها. نشأت والدتها في مزرعة لوس فيرجليس (الحدائق) المجاورة، التي كانت مملوكة لعائلتها، والتقت وتزوجت أوربانو أنزالدوا، عندما كانا يافعان جدا. كان أنزالدوا من سلالة المستكشفين الإسبان البارزين، والمستوطنين الذين جاءوا إلى الأمريكتين، في القرنين السادس عشر والسابع عشر، وكان لديه أيضًا نسب للسكان الأصليين. لقب أنزالدوا من أصل باسكيوني.
انتقلت عائلتها إلى هارغيل، في تكساس، عندما كانت في الحادية عشرة من عمرها. حصلت على بكالوريوس في اللغة الإنجليزية، والفنون، والتعليم الثانوي، من جامعة تكساس- بان أمريكان، وماجستير في اللغة الإنجليزية والتعليم، من جامعة تكساس في أوستن، في عام 1968. انضمت إلى الشعراء الثقافيين النشطين سياسيا، والمسرحيين الراديكاليين، مثل ريكاردو سانشيز، وهيدويغ غورسكي، أثناء وجودها في أوستن.

## الوفاة والإرث
توفيت أنزالدوا في 15 مايو عام 2004، في منزلها في سانتا كروز، في كاليفورنيا، إثر مضاعفات بسبب مرض السكري. عملت قبيل وفاتها من أجل الانتهاء من أطروحتها، من أجل درجة الدكتوراه في الآداب من جامعة كاليفورنيا، في سانتا كروز. كُرّمت بعد وفاتها في عام 2005.
تقدم العديد من المؤسسات حاليا، جوائز في ذكرى أنزالدوا.
يقدم مركز بحوث الشيكانا واللاتينا (سي إل أر سي) في جامعة كاليفورنيا في سانتا كروز، جائزة غلوريا إي. أنزالدوا السنوية للمحاضرة المتميزة، وتقدم جمعية الدراسات الأمريكية جائزة غلوريا إي.أانزالدوا للباحثين المستقلين، وأعضاء هيئة التدريس المفرزين سنويا، والتي «تكرم مسيرة أنزالدوا المتميزة، كباحثة مستقلة، وعملها كعضوة هيئة تدريس مفرزة، جنبًا إلى جنب مع مساهماتها الرائدة في المنحة الدراسية للنساء الملونات، وفي نظرية الكوير. تشمل الجائزة عضوية مدى الحياة في إيه إس إيه، وهو اشتراك إلكتروني مدى الحياة في أميريكان كوارتيرلي، وخمس سنوات من الوصول إلى مصادر المكتبة الإلكترونية، في جامعة تكساس في أوستن، وخمسمئة دولار».
أُسّست جمعية غلوريا أنزالدوا للدراسة (إس إس جي إيه) في عام 2007، بعد ثلاث سنوات من وفاتها، لجمع الباحثين وأفراد المجتمع، الذين يواصلون المشاركة في عمل أنزالدوا. إس إس جي إيه راعي شريك في مؤتمر إل موندو زوردو، كل ثمانية عشر شهرا.
تُمنح جائزة غلوريا إي. أنزالدوا الشعرية سنويا، بالاشتراك مع صندوق أنزالدوا الأدبي، لشاعر يستكشف عمله كيفية تشكيل المكان للهوية، والمخيلة، والإدراك. يُولى اهتمام خاص للقصائد التي تظهر اتجاهات تفكير متعددة: فنية، ونظرية، واجتماعية، وسياسية. المركز الأول هو إصدار من قبل نيوفاوند، بما في ذلك 25 نسخة مساهمة، وجائزة بقيمة 500 دولار أمريكي.
تكرم الجمعية الوطنية لدراسات المرأة أنزالدوا، التي كانت عضوة ذات قيمة ونشطة في المنظمة، بجائزة غلوريا إي. أنزالدوا السنوية للكتاب، والتي خُصصت للمؤلفات الرائدة في دراسات المرأة، التي تقدم مساهمات نسوية كبيرة متعددة الثقافات، لنساء المنحة العابرة للحدود الوطنية/ للملونات.
نشرت أنت لوت بوكس في 26 سبتمبر عام 2017، لإحياء الذكرى الخامسة والسبعين لميلاد أنزالودا، مختارات إيمانيان: كتابات الشعراء في حدود أنزالدوا، والتي حررتها آيريني لارا سيلفا ودان فيرا، مع مقدمة لملك شعراء الولايات المتحدة خوان فيليبي هيريرا، وتضم أعمال 52 شاعرا معاصرا حول موضوع تأثير أنزالدوا المستمر، على الفكر، والثقافة المعاصرة. احتفلت غوغل في نفس اليوم، بإحياء ذكرى إنجازات وإرث أنزالدوا، بدودل في الولايات المتحدة.

## موضوعات كتاباتها

### المابينية
استندت أنزالدوا إلى المابينية (نيبانتلا)، وهي كلمة ناواتلية تعني «في الوسط»، لتصور تجربتها كامرأة شيكانا. صاغت كلمة «نيبانتليراس» (أشخاص بينيّون)، وهم «الأشخاص الحدوديّون، الذين يتنقّلون في عوالم متعددة، متضاربة في كثير من الأحيان، وبينها، ويرفضون أن ينحازوا حصريا لأي فرد، أو جماعة، أو نظام معتقدات».

### الصحة والجسد
بدأت أنزالدوا الحيض عندما كانت في الثالثة من عمرها فقط، وهو أحد أعراض حالة الغدد الصماء، التي جعلتها تتوقف عن النمو البدني في سن الثانية عشرة. ارتدت أحزمة خاصة عندما كانت طفلة، صممتها لها والدتها، من أجل إخفاء نموها الجنسي المبكر. اعتادت والدتها أن تضع قطعة قماش في ملابس أنزالدوا الداخلية، عندما كانت طفلة، في حالت نزفت. تذكر أنزالدوا: «اعتدت أخذ الملابس الملوثة بالدماء، خارج الكوخ، وغسلها، وتعليقها على الصبار حتى تتدلى، كي لا يراها أحد، كانت أعضائي التناسلية دائما ذات رائحة كريهة، تقطر منها الدماء، التي وجب إخفاؤها». خضعت في النهاية لعملية استئصال الرحم، في عام 1980، عندما كان عمرها 38 عامًا، لعلاج تشوهات الرحم، وعنق الرحم، والمبيض.

### الجنسانية
شعرت أنزالدوا أنها متعددة الجنسانية، بنفس الطريقة التي شعرت غالبًا أنه لا يمكن تصنيفها على أنها جزء فقط من عرق أو من آخر. أعربت أنزالدوا عندما كبرت، عن شعورها بـ «جنسانية مكثفة» تجاه والدها، والحيوانات، وحتى الأشجار. انجذبت لكل من الرجال والنساء، وأقامت فيما بعد علاقات مع رجال ونساء، على الرغم من أنها عرّفت نفسها كمثلية في معظم كتاباتها. كتبت أنزالدوا على نحو موسع، عن هويتها الكُويريّة، وعن تهميش الكُويريّين، وخاصة في مجتمعات الأشخاص الملونين.

### النسوية
عرفت أنزالدوا نفسها في كتاباتها كنسوية، وارتبطت أعمالها في الغالب، بنسوية الشيكانا، ونسوية ما بعد الاستعمار. كتبت أنزالدوا عن القمع الذي عانت منه كامرأة ملونة على وجه التحديد، وكذلك بسبب الأدوار الجندرية المُقيّدة، في مجتمع شيكانا. تتناول في كتاب المناطق الحدودية مواضيع مثل العنف الجنسي الموجه ضد النساء الملونات.

## الإنجازات
تضم مجموعة نيتي لي بينسن اللاتينية الأمريكية، في جامعة تكساس في أوستن، أوراق غلوريا إيفانجيلينا أنزالدوا 1942-2004، والتي تضم مواد منشورة وغير منشورة بطول أكثر من 125 قدم، بما في ذلك المخطوطات، والشعر، والرسومات، والمحاضرات المسجلة، وموارد الأرشيف الأخرى. آنا لويز كيتنغ واحدة من أمناء صندوق أنزالدوا. احتفظت أنزالدوا بمجموعة من التماثيل، والأقنعة، والخشخيشات، والشموع، وغيرها من الأشياء الزائلة، التي استخدمت كأغراض للمذبح، في منزلها في سانتا كروز، في كاليفورنيا. كانت هذه المذابح جزءًا لا يتجزأ من حياتها الروحية، وعملها الإبداعي ككاتبة. تضم مجموعة المذبح حاليًا قسم المجموعات الخاصة بمكتبة الجامعة في جامعة كاليفورنيا، في سانتا كروز.